# Caravelí (tỉnh)
Tỉnh Caravelí (tiếng Tây Ban Nha: Provincia de Caravelí) là một tỉnh thuộc vùng Arequipa của Peru. Tỉnh Caravelí có diện tích 13139 km², dân số thời điểm theo điều tra dân số ngày 11 tháng 7 năm 1993 là 27484 người. Tỉnh lỵ đóng ở Caravelí.